# 蒂莫西·維阿
蒂莫西·塔尔佩·維阿（英語：Timothy Tarpeh Weah；2000年2月22日—），美國職業足球員，司職前锋，現效力於法甲球會馬賽（祖雲達斯外借）。維阿擁有賴比瑞亞、牙買加和法國國籍，父親是唯一獲得金球奖的非洲足球員、前利比里亚总统乔治·维阿。美國國家足球隊成員。

## 早期生涯
蒂莫西·維阿2000年2月22日出生於美國紐約市。蒂莫西·維阿在佛羅里達州長大。9歲的時候，蒂莫西·維阿移居紐約市，在皇后區的青少年俱樂部BW Gottschee效力了3年，後來加盟了紐約紅牛少年隊。
2013年，蒂莫西·維阿曾前往切爾西試訓。 2014年7月，他加盟巴黎聖日耳曼梯隊。2016年9月，蒂莫西·維阿在青年歐冠比賽中上演帽子戲法，幫助巴黎青年隊8-1盧多戈雷茨青年隊。

## 俱樂部生涯
2017年7月，巴黎聖日耳曼官方宣佈，他們已經和蒂莫西·維阿簽下一份三年的正式合同。
2018年3月4日，法甲第28輪，巴黎聖日耳曼客場2比0小勝特魯瓦的比賽第79分鐘，蒂莫西·維阿替補出場換下吉奧瓦尼·洛塞爾索，迎來法甲首秀，距離其父喬治·維阿代表巴黎出戰的最後一場，已經過去整整8312天。

## 國家隊生涯
除了美国，维阿还有资格代表法国、牙买加和利比里亚参赛，这是通过居住权和他父母的国籍而得来的。 维阿表示，选择代表美国“一点也不难”，这是基于他对这个国家和队友的热爱。

### 青少年时期
维阿代表美国参加了几支青少年国家队，最早是在2012年被召入14岁以下国家队进行训练。 维阿被选入参加意大利的U-15队参加“图尔尼尔德拉纳齐奥尼”比赛，在决赛中对阵奥地利打入了决胜一球。
他被召入U-17队，由前U-15教练约翰·哈克沃斯指导，于2015年12月参加佛罗里达州的一系列友谊赛。 维阿加入了蒙泰古锦标赛的比赛，美国队在决赛中对阵东道主法国，他打进了一球，帮助美国队获胜。 在佛罗里达的另一场友谊赛中，维阿替补出场三次并打进两球。 他曾是U-17队的一员，该队在2017年中北美洲U-17足球锦标赛中获得亚军，并打入两球。
他被选入代表美国参加2017年印度世界青年足球锦标赛。 在球队首场淘汰赛比赛中，维阿在5-0击败巴拉圭的比赛中打入了一次帽子戏法。 这次帽子戏法是美国男子国家队在任何级别的世界杯淘汰赛阶段所记录的首次，也是美国男子球员在世界杯上的第五次帽子戏法。
维阿被选入代表美国参加2019年在波兰举行的世界青年足球锦标赛。 他在比赛中打进两球，其中一球是对阵卡塔尔的小组赛中的进球，帮助球队晋级淘汰赛阶段。 另一球是在八分之一决赛对阵厄瓜多尔的比赛中打进的，但球队最终败北。

### 国家队
维阿在2018年3月27日的一场友谊赛中首次代表美国国家队出场，对阵巴拉圭，在第86分钟替补登场，取代同样是首次亮相的Marky Delgado。他成为2000年代出生的第一位为美国国家队获得正式出场的球员。 在2018年5月28日对阵玻利维亚的友谊赛中，他首次首发出场，也是他的首个国际比赛，打进了他的首个国际进球，并成为美国队历史上第四年轻的进球球员，超过了約書亞·薩金特，后者比他早一场首秀也进球了。
在2021年6月6日的2021年中北美洲国家联赛决赛中，维阿在第60分钟替补登场，取代塞爾吉諾·德斯特，并在加时赛中帮助美国3-2战胜墨西哥，获得冠军。 在2022年11月16日进行的2022年国际足球联合会世界杯预选赛中，维阿在客场对阵牙买加的比赛中打进了他的首个正式国际比赛进球，帮助球队1-1战平。 他还参加了在卡塔尔举行的2022年国际足球联合会世界杯，并在首场小组赛中对阵威尔士的比赛中打进进球，帮助球队以1-1战平。

## 個人生活
蒂莫西·维阿是前金球奖得主、现利比里亚总统乔治·维阿（George Weah）的第三个孩子。他的大哥小乔治·维阿（George Weah Jr.）也是一位足球运动员。

## 榮譽

### 俱樂部
巴黎聖日耳曼
- 法國足球甲級聯賽冠軍：2017–18、2018–19
- 法國超級盃冠軍：2018

些路迪
- 蘇格蘭足球超級聯賽冠軍：2018–19
- 蘇格蘭足總盃冠軍：2018–19

里爾
- 法国足球甲级联赛冠軍：2020–21[31]
- 法國超級盃冠軍：2021

### 國家隊
美國
- 中北美洲及加勒比海國家聯賽冠軍：2019–20[32]、2022–23[33]

## 外部連結
- Soccerway資料庫：蒂莫西·維阿
- 蒂莫西·维阿 （页面存档备份，存于）在巴黎圣日耳曼官网中的档案
- 蒂莫西·维阿 （页面存档备份，存于）在US Soccer中的档案
- 蒂莫西·维阿 – FIFA國際賽競賽紀錄 (存檔)